# Ectactolpium schultzei
Ectactolpium schultzei es una especie de arácnido del orden Pseudoscorpionida de la familia Olpiidae.

## Distribución geográfica
Se encuentra en el sur de África,  Namibia.